# Гуча!
„Гуча!“ е комедийно-музикален филм от 2006 година, съвместна продукция на Сърбия и Черна гора, България, Австрия и Германия. Пронизан е с музика на балкански духови оркестри.

## Актьори и герои
- Марко Маркович – Ромео
- Младен Нелевич – Сачмо
- Александра Манасиевич – Юлияна
- Ненад Оканович – Грашак
- Славолюб Пешич – Сандокан

## Сюжет
Действието се развива в малкото градче Гуча в община Лучини, Моравишки окръг, Западна Сърбия. Там ежегодно се провежда фестивал на духови оркестри.
Ромео, млад циганин-тромпетист, е влюбен в Юлияна – дъщеря на най-известния тромпетист на Сърбия. Той обаче не гледа с добро око на връзката на младия ром с дъщеря му. Затова предизвиква младия циганин да участва в конкурса „Златен тромпет“, провеждан ежегодно в малкия сръбски град Гуча.